# روبل (ألمانيا)
روبل موريتس (بالألمانية: Röbel) هي بلدة ألمانية تقع في ألمانيا في مكلنبورغ فوربومرن. يقدر عدد سكانها بـ 5,335 نسمة .

## المدن التوأمة
مدينة لونه نوردراين وستفالن هي مدينة توأمة لـروبل موريتس.

## أعلام
- فرانز إنجل